# Ischiopsopha castanea
Ischiopsopha castanea es una especie de escarabajo del género Ischiopsopha, familia Scarabaeidae. Fue descrita científicamente por Moser en 1912.
Se distribuye por Papúa Nueva Guinea. Mide aproximadamente 32 milímetros de longitud.